# Сломчинський Максим Олегович
Макси́м Оле́гович Сломчи́нський (31 липня 1994, Біла Церква, Київська область, Україна — 29 листопада 2016, Ясинуватський район, Донецька область, Україна) — молодший сержант Збройних сил України, учасник війни на сході України.

## З життєпису
В часі війни — (72-ї окремої механізованої бригади), позивний «Рижий».
Загинув під час мінометного обстрілу.
По смерті залишилася мати.

## Нагороди та вшанування
- Указом Президента України № 23/2017 від 3 лютого 2017 року «за особисту мужність, виявлену у захисті державного суверенітету та територіальної цілісності України, самовіддане виконання військового обов'язку» нагороджений орденом «За мужність» III ступеня (посмертно)[1].
- Почесний громадянин міста Біла Церква (посмертно)